# José Couto
José Guilherme Ferreira do Couto (Lisboa, 27 de febrero de 1978) es un deportista portugués que compitió en natación, especialista en el estilo braza.
Ganó una medalla de plata en el Campeonato Mundial de Natación en Piscina Corta de 2002 y dos medallas en el Campeonato Europeo de Natación en Piscina Corta de 1999.

## Palmarés internacional
| Campeonato Mundial en Piscina Corta | Campeonato Mundial en Piscina Corta | Campeonato Mundial en Piscina Corta | Campeonato Mundial en Piscina Corta |
| Año                                 | Lugar                               | Medalla                             | Prueba                              |
| ----------------------------------- | ----------------------------------- | ----------------------------------- | ----------------------------------- |
| 2002                                | Moscú (Rusia)                       | Medalla de bronce                   | 50 m braza                          |
| Campeonato Europeo en Piscina Corta |                                     |                                     |                                     |
| Año                                 | Lugar                               | Medalla                             | Prueba                              |
| 1999                                | Lisboa (Portugal)                   | Medalla de plata                    | 200 m braza                         |
| 1999                                | Lisboa (Portugal)                   | Medalla de bronce                   | 100 m braza                         |